# Alfredo Strambi
Alfredo Strambi (Pisa, 9 maggio 1935) è un politico italiano.

## Biografia
Laureato in Scienze geologiche, lavora come insegnante delle scuole superiori
È stato membro del PCI. Viene eletto alla Camera dei deputati nel 1996 nelle file di Rifondazione Comunista e viene designato come membro della Commissione Lavoro pubblico e privato, di cui è vicepresidente. Dopo la caduta del Governo Prodi, nell'ottobre 1998 segue Armando Cossutta e Oliviero Diliberto nella scissione che dà vita al Partito dei Comunisti Italiani.
In seguito alla scadenza del suo mandato parlamentare nel 2001, continua a far politica fuori dalle istituzioni, seguendo in particolare le vicende del mondo del lavoro, sempre come membro del PdCI, del quale nel 2013 (a 78 anni) viene riconfermato come membro della dirigenza provinciale pisana.
Anche la sua storica compagna Grazia Gimmelli, morta nel 2013, è stata una politica comunista ricoprendo il ruolo di consigliera regionale in Toscana e assessora al comune di Pisa.